# Il profeta muto
Il profeta muto (titolo originale tedesco Der stumme Prophet) è un romanzo di Joseph Roth che, scritto nel 1928, fu pubblicato, in estratti, nel 1929 sulla Neue Rundschau. La Frankfurter Allgemeine Zeitung pubblicò integralmente il testo a puntate dal 27 ottobre al 10 dicembre 1965, mentre l'edizione in libro apparve finalmente nel 1966.
In tre notti, a cavallo del Capodanno del 1926, Roth racconta la vita e le battaglie di Friedrich Kargan, un rivoluzionario deluso e senza patria: Roth lo definì trasparentemente il suo «romanzo su Trockij».

## Trama
Il romanzo è ambientato nella prima metà del XX secolo in Europa, più precisamente fra Odessa, Trieste, Kharkov, Vienna, Zurigo, Mosca, Kursk,  Parigi e Kolymsk. 
I personaggi centrali sono: Frederick Kargan, alias Compagno Friedrich, un capo rivoluzionario; Compagno Berzejev, anarchico russo; Hilde von Derschatta; Savelli, alias Tomyschkin, caucasico, autore del saggio "Il capitale internazionale e l'industria petrolifera"; Kapturak, contrabbandiere e spia dei rossi, già presente nel romanzo Il peso falso.
Kargan è nato a Odessa. Sua madre è la figlia di un ricco mercante di tè, il padre, un insegnante di pianoforte cacciato dalla casa del nonno che, nonostante non consentisse al matrimonio, si accorge che la figlia è incinta. La madre muore giovane. Frederick finisce dai parenti a Trieste, dove viene considerato poco più che un servo. Deluso precocemente dal mondo, è affascinato dal lusso ma in rivolta contro le sue ingiustizie: "Il mondo! Che parola! Egli l'udiva con orecchi giovani. Emanava un grande splendore e nascondeva una grande ingiustizia. Due volte la settimana voleva annientarlo, gli altri giorni si preparava a conquistarlo".
Appena ne ha l'opportunità fugge da Trieste per andare nella zona di confine austro-russa dove il vecchio Parthagener facilita il passaggio dei russi disertori che cercano fortuna a occidente. qui incontra il rivoluzionario di professione Savelli. A Vienna, riesce a prendere un diploma, e a conoscere e amare Hilde. Convinto della necessità di fare qualcosa, decide di andare a Mosca per unirsi ai rivoluzionari, ma viene arrestato al confine e deportato in Siberia dove incontra e fa amicizia con l'anarchico russo Berzejev. Allo scoppio della prima guerra mondiale, fugge insieme a lui e torna a Kharkov da Parthagener. Questi, con l'aiuto di Kapturak riesce a far passare i due fuggitivi in Svizzera. Friedrich continua per Vienna. Lì incontra nuovamente Hilde e poi si reca a Zurigo. Nel 1917 lascia la Svizzera e lavora con Berzejev a Mosca. Si ricongiunge con Hilde ma si separano nuovamente. A Mosca i rivoluzionari più idealisti, dopo aver vinto tutte le battaglie, si scontrano con la burocrazia e le trame del partito comunista che finisce per deluderli. Frederick in parte costretto in parte per propria scelta, torna in esilio a Kolymsk, in Siberia. Dato che, nella breve premessa, il narratore afferma: "egli sarebbe deciso a non avere, almeno volontariamente, più nulla a che fare con il mondo civilizzato" il finale rimane aperto.

## Considerazioni
L'avventura esistenziale del Profeta muto si svolge in un tempo e in un mondo contigui a quello del protagonista di Fuga senza fine, Franz Tunda, che, non a caso, assieme a Kapturak, viene ricordato anche qui. Le frontiere sono le stesse, le forze in gioco pure: rivoluzione e restaurazione, sangue versato per un ideale e disprezzo per la vita umana. Se Kargan forse non è Trockij, sicuramente il caucasico Savelli è Stalin, di cui ha "gli occhi di ghiaccio e di tenebre". In un primo tempo Kargan lo segue, affascinato dal suo ascetismo rivoluzionario, ma poi, proprio quando i giornali borghesi dipingono Friedrich come il grande stratega militare delle vittorie proletarie, che hanno portato al "trionfo della Causa", egli scoprirà di non condividere l"ottusa fede" di Savelli. Non accetterà di aver lottato per trasformare il proletariato in un "solido ceto medio", né di favorire la crescita di una ceto dirigente bolscevico, fatto di piccoli burocrati, comandati a bacchetta da Savelli, che li impiega contro la stessa umanità, nel nome della quale ha già fatto scorrere tanto sangue. Questo "mondo nuovo" che si viene delineando in Russia, non è altro che una variante più terribile e opprimente del vecchio. L'intellettuale sincero ne è inorridito. Ma è consapevole - in questa stagione di violenza disumana - dell'inanità di qualsiasi singola voce, che si opponga al nuovo regime, "per l'antica ed eterna verità che il singolo soccombe sempre". Pertanto si costringe al mutismo e, per non cedere ai ricatti del regime, si autoesilia dove nessuno più possa venire a interrogare il profeta dei tempi nuovi. Come Franz Tunda e tanti altri rivoluzionari della prima ora, andrà in Siberia e, come lui, resterà in attesa di una nuova fuga.

## Citazioni
- «egli sarebbe deciso a non avere, almeno volontariamente, più nulla a che fare con il mondo civilizzato». da J. Roth, Opere 1916-1930, Classici Bompiani, 1987, p.1005.
- «Il mondo! Che parola! Egli l'udiva con orecchi giovani. Emanava un grande splendore e nascondeva una grande ingiustizia. Due volte la settimana voleva annientarlo, gli altri giorni si preparava a conquistarlo». ibidem p. 1017.
- «È più facile morire per le masse che viverci insieme». ibidem, p. 1033.
- Ezechiele, il profeta muto: «Con e su Ezechiele è la gloria di Dio e la forza della sua mano» (3,22-27). Ma la prima testimonianza non è fatta di parole … perché “tu resterai muto”, dal Libro di Ezechiele (3,26).

## Edizioni italiane
- Il profeta muto, traduzione di Laura Terreni, Collana Biblioteca n.83, Milano, Adelphi, 1978, ISBN 978-88-459-0373-1. - Collana Tascabili, Milano, Bompiani, 1986-1990, ISBN 978-88-452-1293-2; Collana gli Adelphi n.708, Milano, Adelphi, 2024, ISBN 978-88-459-3948-8.
- Il profeta muto, trad. di L. Terreni, in  Opere 1916-1930, Introduzione di Italo Alighiero Chiusano, apparati di Elena Giobbio Crea, Collezione Classici, Milano, Bompiani, marzo 1987, ISBN 978-88-452-0174-5. [esaurito]